# بژژنو ستاره
بژژنو ستاره (به لهستانی:  Brzeźno Stare) یک روستا در لهستان است که در گمینا وانگروویتس واقع شده‌است.